# كاميرون لانكاستير
كاميرون لانكاستير (بالإنجليزية: Cameron Lancaster)‏ (5 نوفمبر 1992 في المملكة المتحدة - ) هو لاعب كرة قدم بريطاني في مركز الهجوم. لعب مع توتنهام هوتسبير وستيفيناغ بوروه ولويسفيل سيتي وسانت ألبانز سيتي وداغنهام وريدبريدج.

## وصلات خارجية
- كاميرون لانكاستير على موقع قاعدة بيانات كرة القدم.إي يو (الإنجليزية)
- كاميرون لانكاستير على موقع Soccerbase.com (لاعب) (الإنجليزية)
- كاميرون لانكاستير على موقع Soccerway.com (الإنجليزية)
- كاميرون لانكاستير على موقع عالم كرة القدم.نت (الإنجليزية)